# Lepthyphantes fagei
Lepthyphantes fagei är en spindelart som beskrevs av Machado 1939. Lepthyphantes fagei ingår i släktet Lepthyphantes och familjen täckvävarspindlar.
Artens utbredningsområde är Spanien. Inga underarter finns listade i Catalogue of Life.